# Annika Bruhn
Pour les articles homonymes, voir Bruhn.
Annika Bruhn, née le 5 octobre 1992 à Karlsruhe, est une nageuse allemande.
Elle compte deux participations aux Jeux olympiques, en 2012 et 2016 où elle se classe notamment 20e du 200 mètres nage libre.
Aux championnats du monde 2015, elle décroche une médaille de bronze lors du relais 4 x 100 m quatre nages mixte.